# Záhorská Bystrica
Záhorská Bystrica (Hongaars:Pozsonybeszterce) is een stadsdeel van Bratislava en maakt deel uit van het district Bratislava IV.
Záhorská Bystrica telt 2663 inwoners.

## Geschiedenis
De plaats werd voor het eerst genoemd in de 13e eeuw. In de 16e eeuw kwamen er Kroatische kolonisten naar het dorp. In 1910 was het overgrote deel van de bevolking Slowaaks. In 1972 verloor de gemeente haar zelfstandigheid en ging op in de stad Bratislava.
Tegenwoordig is in het stadsdeel het hoofdkwartier van het TV station TV Markíza te vinden.

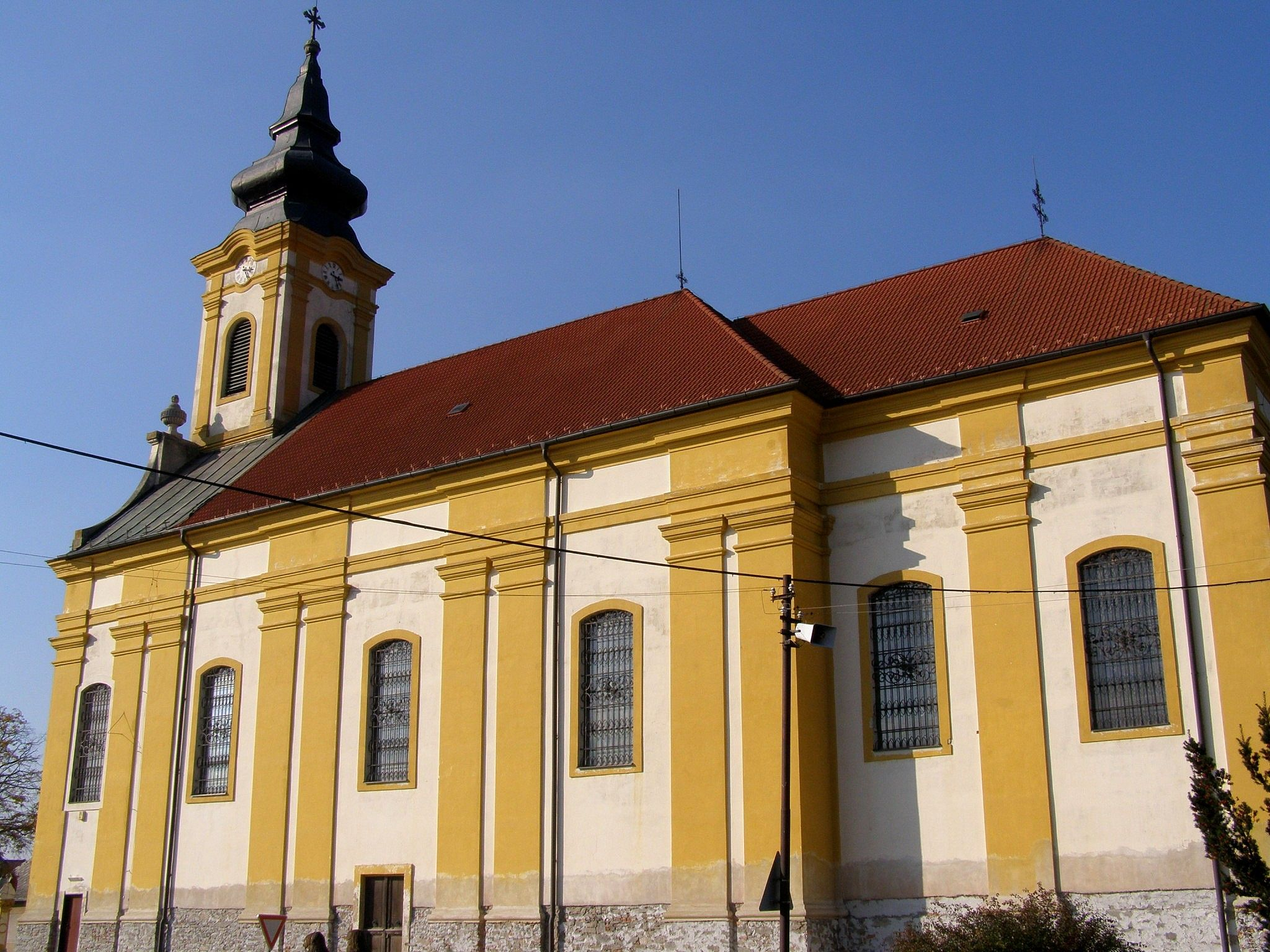
Kerk

Districten: Bratislava I · Bratislava II · Bratislava III · Bratislava IV · Bratislava V

Stadsdelen: Čunovo · Devín · Devínska Nová Ves · Dúbravka · Jarovce · Karlova Ves · Lamač · Nové Mesto · Petržalka · Podunajské Biskupice · Rača · Rusovce · Ružinov · Staré Mesto · Vajnory · Vrakuňa · Záhorská Bystrica